# Victoria Fonseca González
Victoria Fonseca González es una física española, catedrática de la Universidad Complutense de Madrid en el área de Física Atómica, Molecular y Nuclear. 

## Trayectoria
Realizó los estudios de licenciada en Ciencias Física y doctorado en Física en la Universidad Complutense de Madrid. Victoria Fonseca realizó trabajos de investigación postdoctoral en el Instituto Max Planck de Física y Astrofísica de Munich bajo la dirección de  Eckart Lorentz. Ha trabajado en Física de Altas Energías en el anillo de almacenamiento de colisión electrón-positrón CESR de la Universidad de Cornell (USA) trabajando en el descubrimiento de los estados excitados de los estados ligados de quarks b. Posteriormente se reincorpora a la Universidad Complutense como profesora titular en 1984 y en 1987 crea el primer grupo de investigación en España en Astrofísica de Altas Energías para la medida de la radiación cósmica gamma de alta energía con detectores terrestres. Fue el primer grupo español que formó parte del proyecto High Energy Gamma Ray Astronomy (HEGRA), posteriormente continúa participando en la colaboración MAGIC, cuya instrumentación se encuentra instalada en el Observatorio del Roque de los Muchachos, La Palma, Tenerife.
Victoria Fonseca es miembro de la Real Sociedad Española de Física (RSEF) desde 1987. En la actualidad, es presidenta del grupo especializado de Física Teórica y de Altas Energías. Ha sido miembro de la comisión C19 de Astrofísica de la Unión Internacional de Física Pura y Aplicada  (IUPAP) durante 9 años. Ha sido vocal durante 3 años de la comisión C4 de rayos Cósmicos de la IUPAP. Ha sido presidenta del "Collaboration Board" de la colaboración internacional MAGIC, que tiene en operación dos telescopios de medida de luz Cherenkov atmosférica de 17 m de diámetro. Es también miembro del consorcio internacional del Cherenkov Telescope Array (CTA).